# Rimella clava
Rimella clava är en svampdjursart som beskrevs av Schmidt 1879. Rimella clava ingår i släktet Rimella och familjen Phymaraphiniidae. Inga underarter finns listade i Catalogue of Life.